# Idioma yahahí
El yahahí es una lengua extinta de la familia mura hablada hasta el siglo XIX junto al río en el sur del estado brasileño Amazonas.
Barboza Rodrigues (1892) los sitúa sobre el río Solimoes, aunque tras las guerras con los colonos brasileños los últimos yahahí se refugieraon entre los pirahã que vivían entre el río Maici y el alto Marmellos. El mismo autor consideraba dividía a los "muras" en sentido general en tres grupos: los pirahã, los bohurá y los yahahí.
No se conocen datos lingüísticos precisos sobre su lengua, aunque presumiblemente era también una lengua mura, dada la relación cultural y lingüística entre los grupos mencionados por Barboza Rodrigues.